# Bellaphon Records
Bellaphon Records is een Duits platenlabel, dat muziek in verschillende genres (opnieuw) uitbrengt: jazz, rockmuziek, popmuziek, reggae, wereldmuziek, schlagers, dancehall, punk en metal. Het werd in 1963 in Frankfurt am Main opgericht door het echtpaar Branko Zivanovic en Jutta Riedel, die toentertijd een platenzaak hadden. 
Het label begon te groeien toen het Fantasy Records overnam, in die tijd een vrij onbekend label. Vervolgens bracht men alle platen op Fantasy Records van Creedence Clearwater Revival op de markt. In zijn beste tijd bracht Bellaphon werk van labels als Penny Farthing, Deutsche Vogue, Milestone Records en bijvoorbeeld Barclay Records uit. Ook verkreeg men de rechten van het label Bacillus Records, zodat in West-Duitsland muziek van groepen als Nektar, Omega, Karthago, Steamhammer en Wolfgang Ambros kon worden uitgebracht. In Oostenrijk was een dochterlabel actief dat met succes volksmuziek op de markt bracht. Na de dood van haar man nam Riedel de leiding over.
Bellaphon Records brengt zijn platen uit onder de labels Bellaphon, Bacillus en L+R Music. Musici wier werk Bellaphon heeft uitgebracht zijn onder meer Flippers, Die Amigos, Ambros, Franz Lambert, Nektar en Papa Wemba. Ook brengt het label oude albums opnieuw uit, bijvoorbeeld van Édith Piaf, Bob Marley, Johnny Cash, Stevie Wonder, Michael Jackson, Diana Ross en Neil Diamond.